# Ni Indi
Ni Indi (ν Ind / HD 211998 / HR 8515) es una estrella en la constelación de Indus de magnitud aparente +5,29. Se encuentra a 94 años luz de distancia del sistema solar.
Aunque en el Bright Star Catalogue aparece como una estrella binaria A3V + F9V, en realidad Ni Indi es una estrella sola de tipo espectral G0IV. Tiene una temperatura efectiva de 5291 K y una luminosidad 6,2 veces mayor que la luminosidad solar.
Con un radio casi 3 veces más grande que el radio solar, es una estrella menos masiva que el Sol, con una masa de 0,85 masas solares.
Tiene una velocidad de rotación de al menos 4 km/s.
El rasgo más destacado de Ni Indi es su bajo contenido en metales en comparación al Sol. Su contenido en hierro es aproximadamente un 3% del solar, pauta que se repite en el resto de elementos estudiados, con contenidos del 9% de magnesio, 7% de calcio, 2,2% de sodio y 4,5% de aluminio en comparación a los valores solares.
Ni Indi es una estrella muy antigua, con una edad de 11.400 ± 2.400 millones de años, superior en cualquier caso a los 9.000 millones de años.